# Área de Proteção Ambiental da Costa dos Corais
A Área de Proteção Ambiental da Costa dos Corais é uma unidade de conservação brasileira localizada entre os municípios de Tamandaré, no litoral sul de Pernambuco, e Maceió, capital do estado de Alagoas. Foi criada por decreto presidencial em 23 de outubro de 1997 para proteger os recifes de corais e ecossistemas associados, além de animais ameaçados de extinção como o peixe-boi-marinho.
Com 135 km de extensão e mais de 413 mil hectares de área protegida, a APA Costa dos Corais é a maior unidade de conservação marinha do Brasil, abrangendo quatro municípios de Pernambuco e nove de Alagoas. É gerida pelo Instituto Chico Mendes de Conservação da Biodiversidade (ICMBio), autarquia do governo federal vinculada ao Ministério do Meio Ambiente.
Abriga um conjunto de ecossistemas de alta relevância ambiental. Entre as unidades mais representativas destacam-se os recifes de corais, restingas, estuários, lagunas e manguezais. Esses recifes coralíneos são o segundo maior do mundo, menor apenas que a Grande Barreira de Coral na Austrália.
A Costa dos Corais é uma importante zona turística, com atrações nacionalmente conhecidas como Praia dos Carneiros e Maragogi.
Em 2019, a Costa dos Corais foi um dos locais atingidos no vazamento de óleo no Nordeste do Brasil.